# Rossoschanka (Kaliningrad)
Rossoschanka (russisch Россошанка, deutsch Alt Sauskoyen, 1938–1945 Altsauswalde und Neu Sauskoyen, 1938–1945 Neusauswalde) ist ein Ort in der russischen Oblast Kaliningrad. Er gehört zur kommunalen Selbstverwaltungseinheit Munizipalkreis Osjorsk im Rajon Osjorsk.
Das ehemalige südlich gelegene Alt Sauskoyen/Altsauswalde ist allerdings verlassen.

## Geographische Lage
Rossoschanka liegt zehn Kilometer südwestlich der Rajonstadt Osjorsk (Darkehmen/Angerapp) unweit der Regionalstraße 27A-025 (ex R508).
Vor 1945 bestand Bahnanbindung über die Station „Beynuhnen“ (1938–1945 „Beinuhnen“) in der Gemarkung Klein Beynuhnen (1938–1945 Kleinbeinuhnen, heute russisch: Uljanowskoje) an der Strecke von Gumbinnen (heute russisch: Gussew) nach Angerburg (heute polnisch: Węgorzewo).

## Geschichte
Das Dorf Neu Sauskoyen war 1863 ein Ort mit 121 Einwohnern. Am 6. Mai 1874 wurden die beiden Landgemeinden Alt Sauskoyen und Neu Sauskoyen dem neu eingerichteten Amtsbezirk Kunigehlen (1938–1945 Stroppau, heute russisch: Otradnoje) im Kreis Darkehmen zugeordnet. Im Jahr 1910 lebten 173 Menschen in Alt Sauskoyen und 86 in Neu Sauskoyen, 1925 waren es 168 bzw. 75, 1933 156 bzw. 85 und 1939 noch 142 bzw. 82. Am 3. Juni 1938 – amtlich bestätigt am 16. Juli 1938 – erhielten Alt bzw. Neu Sauskoyen aus politisch-ideologischen Gründen die veränderten Namen Altsauswalde bzw. Neusauswalde. 
Im Januar 1945 wurden die beiden Orte Alt Sauskoyen/Altsauswalde und Neu Sauskoyen/Neusauswalde von der Roten Armee besetzt. Die neue Polnische Provisorische Regierung ging zunächst davon aus, dass sie mit dem gesamten Kreis Darkehmen (Angerapp) unter ihre Verwaltung fallen würden. Im Potsdamer Abkommen (Artikel VI) von August 1945 wurde die neue sowjetisch-polnische Grenze aber unabhängig von den alten Kreisgrenzen anvisiert, wodurch die beiden Orte unter sowjetische Verwaltung kamen. Im November 1947 wurden sie (als „Sausken“) unter dem russischen Namen Rossoschanka zusammengefasst und dieses gleichzeitig dem Dorfsowjet Otradnowski selski Sowet in Rajon Osjorsk zugeordnet. Die (getrennte) polnische Umbenennung der beiden Orte in Stare Suszki und Nowe Suszki im Dezember 1947 wurde nicht mehr wirksam. Vermutlich 1963 gelangte Rossoschanka in den Nowostrojewski selski Sowet. Von 2008 bis 2014 gehörte der Ort zur Landgemeinde Nowostrojewskoje selskoje posselenije, von 2015 bis 2020 zum Stadtkreis Osjorsk und seither zum Munizipalkreis Osjorsk.

## Kirche
Alt und Neu Sauskoyen bzw. Alt- und Neusauswalde waren bis 1945 mit ihrer fast ausnahmslos evangelischen Bevölkerung in das Kirchspiel Dombrowken (1938–1945 Eibenburg, heute polnisch: Dąbrówka) eingepfarrt. Das gehörte zum Kirchenkreis Darkehmen in der Kirchenprovinz Ostpreußen der Kirche der Altpreußischen Union.
Heute liegt Rossoschanka im Einzugsgebiet der in den 1990er Jahren neu gebildeten evangelischen Gemeinde der „Salzburger Kirche“ in Gussew (Gumbinnen). Sie gehört zur ebenfalls neuformierten Propstei Kaliningrad in der Evangelisch-Lutherischen Kirche Europäisches Russland (ELKER).